# Jan Schmid
Jan Schmid (14. června 1936 Tábor – 3. června 2024) byl český herec, režisér, kulturní publicista, textař, výtvarník, ilustrátor, scenárista, dramatik, moderátor, divadelní manažer a organizátor, divadelní pedagog, manžel herečky Jany Synkové a zakladatel Studia Ypsilon.

## Život
Vyučil se malířem skla. Poté studoval na Střední průmyslové škole v Železném Brodě a na Vysoké škole uměleckoprůmyslové v Praze. Po jejím absolvování v roce 1961 byl výtvarníkem v Severočeském loutkovém divadle (v pozdějším Naivním divadle) v Liberci, kde také působil jako autor a režisér. V roce 1963 založil experimentální soubor, který se od roku 1964 nazývá Studio Ypsilon, jehož byl ředitelem (od roku 1990) a dlouholetým uměleckým vedoucím. V roce 1978 se soubor přestěhoval do Prahy. Kromě mateřského divadla příležitostně hostoval jakožto režisér v jiných divadlech, mimo jiné také dvakrát v pražském Národním divadle, režíroval v České televizi a v Českém rozhlase. Od roku 1975 vyučoval na katedře loutkářství Divadelní fakulty Akademie múzických umění (DAMU), od roku 1990 vyučoval na katedře alternativního a loutkového divadla. V roce 1994 se habilitoval jako docent, v roce 2003 byl jmenován profesorem. Od roku 1999 společně s Janem Lukešem připravoval a moderoval v České televizi literární revue Třistatřicettři.
Jakožto výtvarník se věnoval tvorbě plakátů, knižních ilustrací, kostýmnímu výtvarnictví a scénografii. Dne 25. března 2017 převzal Cenu Thálie 2016 za mimořádný umělecký přínos českému divadelnímu umění.
Zemřel dne 3. června 2024 ve věku 87 let.

## Herecká filmografie
- 1968 – Farářův konec
- 1969 – Ovoce stromů rajských jíme
- 1975 – Holka na zabití
- 1981 – Kalamita
- 1982 – Upír z Feratu
- 1984 – Narozeniny
- 1987 – Devět kruhů pekla
- 1989 – Skřivánčí ticho
- 1991 – Requiem pro panenku
- 1994 – Pevnost
- 1994 – Amerika

## Dílo

### Knihy
- 1966 – Tajný lodní deník – autor Ladislav Dvorský, Severočeské nakladatelství v Liberci (ilustrace a obálka)
- 1967 – Objevy bez konce, spolu s Milošem Zapletalem, Praha: Mladá fronta
- 1985 – Léto bude ve čtvrtek (deník mého horšího já), druhé vydání - Primus 1995, ISBN 80-8562-502-4
- 1989 – S očima navrch hlavy aneb jak jsem byl hloupej
- 1992 – Třináct vůní (hry a texty z Ypsilonky)
- 1995 – Jak mě zabil slon, Primus, ISBN 80-85625-39-3
- 2006 – Můj divadelní svět, Nakladatelství Studia Ypsilon, ISBN 80-902482-8-4
- 2008 – Nejen prstem po mapě, Nakladatelství Studia Ypsilon, ISBN 978-80-902482-7-4
- 2008 – Život v závorce aneb Prvobytně pospolná místa v Čechách, Liberec: nakladatelství Knihy 555, 2008, ISBN 978-80-86660-28-8

### Dramatická tvorba

#### Divadelní hry
- 1969 – O tom jak ona
- 1975 – Třináct vůní
- 1974 – Michelangelo Buonarotti
- 1978 – Život a smrt K. H. Máchy
- 1981 – Outsider
- 1985 – Večírek
- 2000 – Praha stověžatá
- 2017 – Kostky jsou vrženy

#### Rozhlas
- 1986 Jiří Kamen: Láska vše zachrání; účinkovali: Marek Eben (vypravěč), Jana Synková, Jan Přeučil, Adolf Kohuth, Blanka Blahníková, Jiří Hálek, Jiří Sovák, Libuše Havelková, Jiří Lábus, Jiří Němeček, Petr Popelka; hudba: Miroslav Kořínek; role: spisovatel Bálek Horský a režie: Jan Schmid.

## Monografie
- 2006 Jan Schmid, režisér, principál a tvůrce slohu, Pražská scéna, edice: Režie; ISBN 80-86102-45-9, EAN: 9788086102450

## Zastoupení ve sbírkách umění
- Moravská galerie v Brně
- Muzeum umění a designu Benešov
- Uměleckoprůmyslové museum v Praze